# Поченія
Поченія (італ. Pocenia) — муніципалітет в Італії, у регіоні Фріулі-Венеція-Джулія,  провінція Удіне.
Поченія розташована на відстані близько 450 км на північ від Рима, 60 км на захід від Трієста, 28 км на південь від Удіне.
Населення — 2570 осіб (2014).

## Демографія
Населення за роками:

Станом на 1 січня 2023 року в муніципалітеті офіційно проживали 163 іноземці з 27 країн, серед них 93 громадяни країн Євросоюзу та 5 громадян України.

## Сусідні муніципалітети
- Кастьонс-ді-Страда
- Муццана-дель-Турньяно
- Палаццоло-делло-Стелла
- Ривіньяно-Теор
- Тальмассонс